# Staig
Staig är en kommun (tyska Gemeinde) i Alb-Donau-Kreis i förbundslandet Baden-Württemberg i Tyskland. Kommunen består av ortsdelarna (tyska Ortsteile) Staig, Altheim ob Weihung, Essendorf, Harthausen, Steinberg och Weinstetten. Folkmängden uppgår till cirka 3 300 invånare, på en yta av 17,74 kvadratkilometer.
Kommunen ingår i kommunalförbundet Kirchberg-Weihungstal tillsammans med kommunerna Hüttisheim, Illerkirchberg och Schnürpflingen.

## Befolkningsutveckling
| Befolkningsutvecklingen i Staig 1975–2015 | Befolkningsutvecklingen i Staig 1975–2015 | Befolkningsutvecklingen i Staig 1975–2015 | Befolkningsutvecklingen i Staig 1975–2015 | Befolkningsutvecklingen i Staig 1975–2015 |
| ----------------------------------------- | ----------------------------------------- | ----------------------------------------- | ----------------------------------------- | ----------------------------------------- |
|                                           |                                           |                                           |                                           |                                           |
| År                                        |                                           |                                           | Folkmängd                                 | Areal (ha)                                |
| 1975                                      | 1975                                      |                                           | 2 425                                     | 1 773                                     |
| 1980                                      | 1980                                      |                                           | 2 775                                     |                                           |
| 1985                                      | 1985                                      |                                           | 2 750                                     |                                           |
| 1990                                      | 1990                                      |                                           | 2 828                                     |                                           |
| 1995                                      | 1995                                      |                                           | 2 948                                     | 1 774                                     |
| 2000                                      | 2000                                      |                                           | 3 186                                     |                                           |
| 2005                                      | 2005                                      |                                           | 3 202                                     |                                           |
| 2010                                      | 2010                                      |                                           | 3 136                                     |                                           |
| 2015                                      | 2015                                      |                                           | 3 159                                     |                                           |
|                                           |                                           |                                           |                                           |                                           |